# Фодчук Дмитро
Дмитро Фодчук (англ. Dmytro Fodchuk; 7 липня 1892, с. Тулова, Королівство Галичини та Володимирії, Австро-Угорщина — 21 вересня 1984, Торонто, Онтаріо, Канада) — канадський громадський діяч і меценат українського походження. Член управи Українського відділу Канадського легіону та Українського Національного Об'єднання.

## Життєпис
Народився у с. Тулова (нині Снятинський район Івано-Франківської області). Навчався у школах в Снятині і Заліщиках.
У роки Першої світової війни — офіцер австро-угорської армії. Потрапив до російського полону. Вивезений до Томська, де перебував до 1919 року.
На початку 20-х — емігрував до Канади. Спочатку жив у Сіфтоні (провінція Манітоба), а згодом переїхав до Торонто (провінція Онтаріо).